# Timothy John Creamer
Timothy John Creamer (* 15. November 1959 in Fort Huachuca, Arizona, USA) ist ein ehemaliger amerikanischer Astronaut.
Creamer erhielt 1982 einen Bachelor in Chemie vom Loyola College. Im gleichen Jahr trat er in die US-Army ein und wurde dort zum Piloten ausgebildet. 1992 erhielt er einen Master in Physik vom Massachusetts Institute of Technology und anschließend kam er als Assistenzprofessor für Physik zur United States Military Academy.

## Astronautentätigkeit
1995 kam Creamer als Ingenieur zur NASA, bevor er im Juni 1998 als Astronautenkandidat ausgewählt wurde. Er absolvierte ein zweijähriges Training für das Space Shuttle und die Internationale Raumstation (ISS). Anschließend war er für technische Fragen im Zusammenhang mit der ISS zuständig. Ab November 2000 war er in der Unterstützungsmannschaft für die Besatzung der ISS-Expedition 3, die von August bis Dezember 2001 auf der ISS war. Nach seiner Arbeit für die Raumstationsabteilung des Astronautenbüros wechselte er später in die Robotikabteilung.
Im November 2008 wurde Creamer den ISS-Expeditionen 22 und 23 als Bordingenieur zugeteilt. Der Start mit dem Raumschiff Sojus TMA-17 erfolgte am 20. Dezember 2009 zusammen mit dem Russen Oleg Kotow und dem Japaner Sōichi Noguchi. Am 2. Juni 2010 kehrten die drei Raumfahrer mit demselben Raumschiff wieder zur Erde zurück.

## Weitere Tätigkeiten für die NASA
Nach seiner aktiven Astronautenkarriere arbeitete Creamer als Payload Operations Director im Marshall Space Flight Center in Huntsville (Alabama). Am 22. September 2015 gab die NASA bekannt, dass Creamer einer der fünf neuen Flugleiter im Lyndon B. Johnson Space Center sei. Creamer ist damit der erste Astronaut, der zum Flugleiter wurde.

## Privates
Creamer ist verheiratet und hat zwei Kinder. Seine Hobbys sind Tennis, Laufen, Lesen sowie Informationstechnik.